# Борецкие
Боре́цкие — новгородский боярский и посадничий род, принадлежащий, наряду с Анциферовичами, к богатейшим родам Великого Новгорода и игравший в его судьбе заметную роль.
Родоначальником рода был Андрей, имевший сына Исаака, бывшего новгородского посадника и женатого на знаменитой впоследствии Марфе Борецкой. От этого брака было три сына: Андрей (Телятев), Дмитрий, казнённый Иоанном III в 1471 году, и Фёдор, с сыном Василием, умерший вместе с матерью и сыном в заточении в 1476 году. Последним из Борецких был Иван Дмитриевич, не известно, когда скончался. По одной из версий Исаак Борецкий причастен к отравлению князя Дмитрия Шемяки агентами Василия Тёмного.
Другой род Борецких (укр. Борецькі) герба Голобок имел шляхетское происхождение, происходил из Речи Посполитой, подтвердил своё шляхетское происхождение в империи Габсбургов, род был внесен в гербовник королевстве Галиции и Лодомерии.

## Представители рода
- Борецкий, Исаак Андреевич (до 1400 — позднее 1456) — новгородский посадник, муж знаменитой Марфы-посадницы.
- Борецкая, Марфа — жена новгородского посадника Исаака Борецкого
- Борецкий, Дмитрий Исаакович (?—1471) — новгородский посадник.
- Иов (Борецкий) (1560—1631) — митрополит Киевский.
- Борецкий Андрей Иванович — сын Иова (Борецкого), стольник, воевода в Ельце в 1652—1653 годах[2].